# آلودگی مواد مغذی
آلودگی مواد مغذی (به انگلیسی: Nutrient pollution)، نوعی آلودگی آب، به آلودگی توسط ورودی بیش از اندازه مواد مغذی اشاره دارد. این یکی از ریشه‌های اصلی مغذی شدن آب‌های سطحی (دریاچه‌ها، رودخانه‌ها و آب‌های ساحلی) است که در آن مواد مغذی اضافی، معمولاً نیتروژن یا فسفر، رشد جلبکها را تحریک می‌کنند. منابع آلودگی مواد مغذی عبارتند از رواناب سطحی از کشتزارها و مراتع، تخلیه از سپتیک تانک‌ها و پروانه‌ها و آلودگی هوا برخاسته از احتراق. فاضلاب خام سهم بزرگی در فرسایش فرهنگی دارد زیرا فاضلاب دارای مواد مغذی بالایی است. رهاسازی فاضلاب خام در یک مخزن آبی بزرگ به عنوان تخلیه فاضلاب شناخته می‌شود و هنوز در سراسر جهان رخ می‌دهد. ترکیب‌های نیتروژن فعال بیش از اندازه در محیط با بسیاری از نگرانی‌های زیست‌محیطی در مقیاس بزرگ مرتبط است. اینها شامل مغذی شدن آب‌های سطحی، شکوفایی جلبکی زیان‌بار، هیپوکسی، باران اسیدی، اشباع نیتروژن در جنگل‌ها و تغییر آب‌وهوایی است.